# Kenrickodes
Kenrickodes là một chi bướm đêm thuộc họ Noctuidae.